# Aṭ-Ṭaībah
Aṭ-Ṭaībah este unul dintre districtele Guvernoratului Irbid, Iordania.